# Edgard Reymundo
Edgard Cornelio Reymundo Mercado (Arequipa, 26 de febrero de 1952) es un sociólogo, abogado y político peruano. Es congresista de la república para el periodo parlamentario 2021-2026 y anteriormente lo fue en el periodo 2006-2011. También ejerció como alcalde del distrito de Chilca desde 1984 hasta 1986.

## Biografía
Nació en la ciudad de Arequipa, el 26 de febrero de 1952. Es hijo de Bernardino Reymundo Velazco y de Emperatriz Mercado Guerra
Realizó sus estudios primarios y secundarios en el Colegio Salesiano de Huancayo, en el Colegio Túpac Amaru y, finalmente, en el Colegio Mariscal Castilla. Entre 1969 y 1974, Reymundo estudió la carrera de Sociología en la Universidad Nacional del Centro del Perú y, entre 1984 y 1988, estudió la carrera de Derecho en la Universidad de San Martín de Porres en la ciudad de Lima.
Su desarrollo profesional se ha desarrollado tanto en el sector público como el privado.

## Carrera política
Su carrera política inicia en las elecciones municipales de 1980, donde Reymundo fue elegido regidor del distrito de Chilca por Izquierda Unida para el periodo 1980-1983.

### Alcalde de Chilca
En las elecciones municipales de 1983, fue elegido como alcalde del distrito de Chilca por la Izquierda Unida para el periodo municipal 1984-1986.
Intentó su reelección en las elecciones municipales de 1986; sin embargo, no resultó reelegido.
En las elecciones generales de 1995, fue candidato al Congreso de la República por Unión por el Perú, sin tener éxito en dichas elecciones.
Reymundo fue candidato a consejero regional de Junín por Perú Posible en las elecciones regionales de 2002, nuevamente sin éxito en las elecciones.

### Congresista de la República
En las elecciones parlamentarias de 2006, fue elegido como congresista de la república en representación de Junín por Unión por el Perú, con 31 567 votos, para el periodo parlamentario 2006-2011.
En el parlamento, ejerció como vicepresidente de la Comisión de Constitución.
En 2010, Reymundo fundó el Movimiento Regional Bloque Popular Junín con miras a las elecciones regionales de 2014. Finalmente, en dichas elecciones, postuló a la presidencia regional de Junín. Sin embargo, no resultó elegido.
En 2019, Reymundo se separó de dicho partido.
En las elecciones parlamentarias de 2021, Reymundo volvió a postular al Congreso de la República en representación de Junín por el partido Juntos por el Perú. Resultó elegido con 7912 votos para el periodo parlamentario 2021-2026.
Se desempeña como secretario de la Comisión de Fiscalización y como vocero de la bancada Cambio Democrático-Juntos por el Perú.
El 25 de junio del 2023, Reymundo fue anunciado como candidato a la primera vicepresidencia de la Mesa Directiva del Congreso en la lista encabezada por Luis Aragón, de Acción Popular.